# Damian Łukasik
Damian Łukasik (Poniec, 26 februari 1964) is een voormalig profvoetballer uit Polen. Hij speelde als verdediger gedurende zijn carrière.

## Clubcarrière
Łukasik speelde speelde het grootste deel van zijn voetbalcarrière voor Lech Poznań, met wie hij vier keer landskampioen werd. Van 1994 tot 1996 stond hij onder contract in Israël bij Hapoel Tel Aviv FC.

## Interlandcarrière
Łukasik speelde 27 interlands voor het Pools voetbalelftal in de periode 1985-1990. Hij maakte zijn debuut voor de nationale ploeg op dinsdag 5 februari 1985 in een vriendschappelijke uitwedstrijd tegen Mexico. Polen verloor dat duel, gespeeld in Querétaro, met 5-0, onder meer door twee treffers van Manuel Negrete. In dezelfde wedstrijd maakte Eugeniusz Cebrat van Górnik Zabrze zijn debuut. Łukasik speelde zijn 27ste en laatste interland voor Polen op 15 augustus 1990 in een vriendschappelijke uitwedstrijd tegen Frankrijk (0-0).

## Erelijst
Lech Poznań
- Pools landskampioen

1984, 1990, 1992, 1993
- Pools bekerwinnaar

1984, 1988
- Poolse Supercup

1990, 1992